# قائمة أنواع الإلشولتزية
يوجد عدة أنواع من جنس الإلشولتزية:
- إلشولتزية أمورية (الاسم العلمي:Elsholtzia amurensis)
- إلشولتزية جرداء (الاسم العلمي:Elsholtzia glabra)
- إلشولتزية جميلة (الاسم العلمي:Elsholtzia speciosa)
- إلشولتزية رأسية الأسدية (الاسم العلمي:Elsholtzia cephalantha)
- إلشولتزية صفراء (الاسم العلمي:Elsholtzia flava)
- إلشولتزية ضيقة الأوراق (الاسم العلمي:Elsholtzia angustifolia)
- إلشولتزية كاشينية (الاسم العلمي:Elsholtzia kachinensis)
- إلشولتزية لامعة (الاسم العلمي:Elsholtzia splendens)
- إلشولتزية متأخرة (الاسم العلمي:Elsholtzia serotina)
- إلشولتزية مهدبة (الاسم العلمي:Elsholtzia ciliata)
- إلشولتزية هالسانية (الاسم العلمي:Elsholtzia hallasanensis)
- إلشولتزية هنانية (الاسم العلمي:Elsholtzia hunanensis)
- إلشولتزية يابانية (الاسم العلمي:Elsholtzia nipponica)
- (الاسم العلمي:Elsholtzia argyi)
- (الاسم العلمي:Elsholtzia beddomei)
- (الاسم العلمي:Elsholtzia blanda)
- (الاسم العلمي:Elsholtzia bodinieri)
- (الاسم العلمي:Elsholtzia capituligera)
- (الاسم العلمي:Elsholtzia communis)
- (الاسم العلمي:Elsholtzia concinna)
- (الاسم العلمي:Elsholtzia cyprianii)
- (الاسم العلمي:Elsholtzia densa)
- (الاسم العلمي:Elsholtzia eriocalyx)
- (الاسم العلمي:Elsholtzia eriostachya)
- (الاسم العلمي:Elsholtzia feddei)
- (الاسم العلمي:Elsholtzia fruticosa)
- (الاسم العلمي:Elsholtzia griffithii)
- (الاسم العلمي:Elsholtzia heterophylla)
- (الاسم العلمي:Elsholtzia leptostachya)
- (الاسم العلمي:Elsholtzia luteola)
- (الاسم العلمي:Elsholtzia minima)
- (الاسم العلمي:Elsholtzia myosurus)
- (الاسم العلمي:Elsholtzia ochroleuca)
- (الاسم العلمي:Elsholtzia oldhamii)
- (الاسم العلمي:Elsholtzia penduliflora)
- (الاسم العلمي:Elsholtzia pilosa)
- (الاسم العلمي:Elsholtzia pubescens)
- (الاسم العلمي:Elsholtzia pygmaea)
- (الاسم العلمي:Elsholtzia rugulosa)
- (الاسم العلمي:Elsholtzia souliei)
- (الاسم العلمي:Elsholtzia stachyodes)
- (الاسم العلمي:Elsholtzia stauntonii)
- (الاسم العلمي:Elsholtzia strobilifera)
- (الاسم العلمي:Elsholtzia winitiana)